# West Wallabi Island
West Wallabi Island är en ö i Australien. Den ligger i delstaten Western Australia, omkring 440 kilometer nordväst om delstatshuvudstaden Perth. Arean är 6,4 kvadratkilometer. Den sträcker sig 5,0 kilometer i nord-sydlig riktning, och 2,5 kilometer i öst-västlig riktning.